# Diprion pini
Dirpion pini és una espècie d'himenòpter símfit de la família Diprionidae. S'alimenta de les acícules de diverses espècies de pins, en especial el pi roig (Pinus sylvestris). És considerat una plaga, ja que en explotacions silvícoles, la defoliació de les larves pot provocar danys considerables. És present a gran part d'Europa, i també es pot trobar a Catalunya, tot i no ésser massa freqüent.

## Imago
A l'estadi adult (imago), la femella és menor a 1 cm i té el tòrax de color groc pàl·lid, amb una taca negra. El mascle, més petit, és completament negre, i posseeix unes antenes molt grans, que li serveixen per detectar les feromones sexuals que emet la femella per aparellar-se.
Segons observacions fetes a Terol, els adults apareixen des de la meitat de maig fins als últims dies del mes d'agost. Viuen durant un curt període després de la seva emergència, el qual serveix per realitzar la còpula. Un cop fecundada, la femella fa les postes, que oscil·len entre els 50 i els 180 ous, col·locades individualment i de forma lineal en les acícules del pi seleccionat.

## Larva i pupa

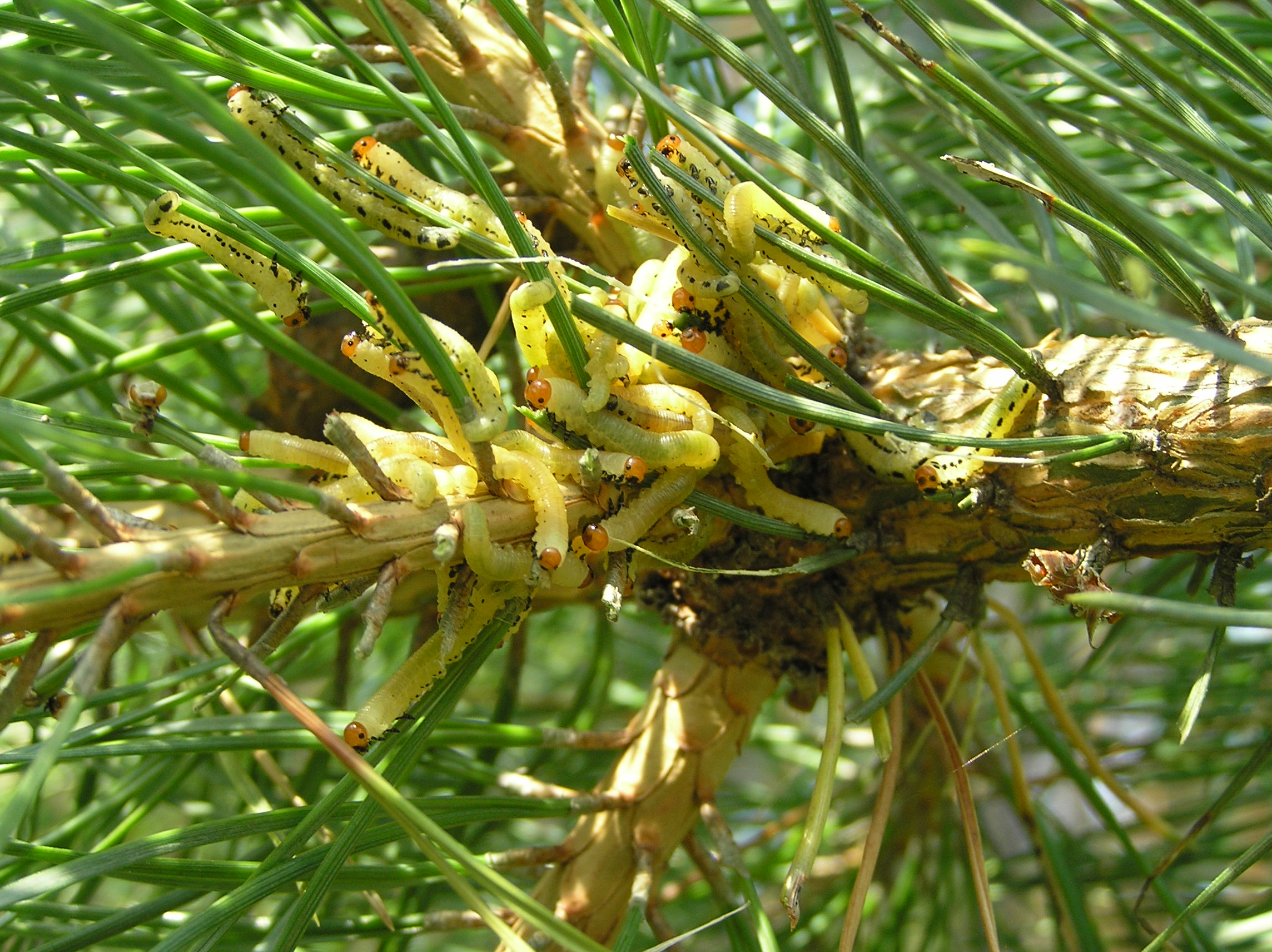
Larves alimentant-se d'acícules de pi

A principis del mes de juny, comencen a néixer les primeres larves, de cos color groc-verdós i cap marró. Durant tot el seu desenvolupament es mantenen agrupades alimentant-se primerament de les mateixes acícules on van nàixer, desplaçant-se posteriorment a buscar noves acícules i branques. Les larves mascle passen per cinc estadis larvaris, i les femelles, per sis, arribant a assolir una longitud d'uns 22 mm. Un cop arribades al màxim desenvolupament larvari, deixen d'alimentar-se i es preparen per pupar.
La pupa es transforma en imago al terra o en esquerdes dels troncs. Durant el procés, pot entrar en diapausa.

## Enemics
És atacat per un gran nombre de paràsits i parasitoides, com per exemple Closterocerus ruforum o Dipriocampe diprioni.